# Unbalance
《Unbalance》是日本Cherry soft（ちぇりーそふと）公司在2000年7月7日發售的冒險類型成人遊戲。OVA由DISCOVERY在2002年6月28日開始發售共3集。

## 故事
大久保純深愛的妻子在去年發生車禍意外而不幸喪生，無法接受事實的純因此內心出現歪曲。在意外發生1年之後在8月的暑假期間，純接受父親的委託調查敵對餐廳公司「餓熊」（ハングリーベアー）的經營狀況，為了順利暗中調查而和義妹神谷美里一起應徵打工順利進入「餓熊」。內心出現歪曲慾望的純將會對女店員們做出怎樣的事情?

## 角色
配音員為OVA版本。

### 主要角色
大久保純
知名餐廳公司ロイヤルロ－ト的長男，俊俏有錢的大學4年級學生。小時候與神谷美里約定結婚並且在大學入學時結婚，但是妻子卻在去年8月8日的時候發生車禍意外中不幸喪生，這場車禍意外事件帶給純的心理帶來很大的打擊並且產生歪曲。在接受父親的委託後擔任「餓熊」的店員進行暗中調查。
神谷美香
純的義妹，神谷美里的妹妹。和純一起進入「餓熊」擔任店員職務。從以前喜歡純但因為純喜歡姊姊而隱藏心中，姊姊過世後不想看到純一直因為姊姊關係內心受到煎熬而告白但純沒有接受，為了讓純能正視自己來取代姊姊位置而願意為純做任何事情。在遊戲劇情中唯一有正常戀人結局的女主角。
鈴原彩香
「餓熊」的店員。父親是將神谷美里撞死的駕駛，同樣也在車禍意外中不幸喪生。
藤宮律子
「餓熊」的店員，為了學習社會經驗而來這裡打工的大小姐。

### 其他角色
岬祐美子
「餓熊」的社長，在美國有名大學並且取得MBA，在父親過世後繼承公司。
齊木紀子
「餓熊」的常客，彩香的朋友。
蛭川金夫
「餓熊」的廚師。利用偷拍影片威脅彩香協助拍攝並將拍攝的照片和影片販售。
和泉
「餓熊」的客人，經常和須田一起來店內用餐，對店內的女店員有不良企圖。
須田
「餓熊」的客人，和泉的同伴，對店內的女店員有不良企圖。
江渡店長
「餓熊」的店長。
江渡辰夫
店長的兒子。

## 工作人員
- 原畫：、[4]
- 劇本：ち
- 音樂：（MelodyRecords）

## OVA
OVA版是由DISCOVERY在2002年6月28日開始發售的成人動畫，全部共有3集。英文版的標題名稱是Sibling Secret，由Anime 18和Critical Mass Video代理發售合集。

### 發售日
DISCOVERY
- Unbalance ～アンバランス～ MENU.1　2002年6月28日
- Unbalance ～アンバランス～ MENU.2　2002年9月27日
- Unbalance ～アンバランス～ MENU.3　2002年12月27日
- Unbalance ～アンバランス～ 完全版　2009年7月31日[8]

Anime 18
- Sibling SECRET　2004年4月6日

Critical Mass Video
- SIBLING SECRET　2009年10月27日

### 配音員
- 大久保純：吉野裕行
- 神谷美香：
- 鈴原さやか：萌木唯
- 藤宮律子：茉梨奈
- 蛭川金夫：池田實
- 岬祐美子：
- イズミ：
- スダ：佐野赫
- 店長：二戸大輝
- 純の父：海老根慶丸

### 工作人員
- 原作：ちぇりーそふと[9]
- 劇本：成瀬美紀
- 角色設計/作畫監督：大河原晴男
- 音樂：佐野廣明、西澤武
- 監督：南澤十八

## 外部連結
- ちぇりーそふと（日語）
- アンバランス （页面存档备份，存于）DISCOVERY（日語）